# Сражение у Порто-Прая
Сражение у Порто-Прая (англ. Battle of Porto Praya) — морское сражение, состоявшееся 16 апреля 1781 года во время войны за независимость США между французской эскадрой коммодора Пьера-Андрэ де Сюффрена и английской эскадрой коммодора Джорджа Джонстона, подчинённого адмиралу Эдварду Хьюзу, близ Порто-Прая, португальской колонии на островах Зелёного Мыса.

## Предыстория
22 марта 1781 года из Бреста в Вест-Индию вышла крупная эскадра вице-адмирала де Грасса, в состав которой входил отряд из пяти линейных кораблей и нескольких транспортов под командой коммодора Сюффрена. 29 марта этот отряд отделился от эскадры де Грасса, направившись к мысу Доброй Надежды — на тот момент голландской колонии. К этому моменту Голландия также воевала с Британией, и французы узнали, что из Англии отправлена экспедиция для захвата этого важного перевалочного пункта на пути в Индию. Именно его защита и стала первоочередной задачей эскадры Сюффрена.
На захват голландской колонии была послана эскадра коммодора Джонстона, вышедшая в море раньше французов и по пути вставшая на якорь 11 апреля в Порто-Прая, португальской колонии на островах Зелёного мыса: хоть португальцы и не участвовали в войне, но на протяжении многих лет были союзниками англичан. Эскадра англичан состояла из двух 74-пушечных и трех 50-пушечных линейных кораблей, нескольких фрегатов и малых судов, а также тридцати пяти транспортов, большей частью вооружённых. Английский коммодор проявил беспечность, встав на якорь в диспозиции, не отвечавшей боевым требованиям, — не столько потому, что рассчитывал на нейтралитет порта, сколько потому, что не ожидал подхода каких-либо значительных французских морских сил.
Бухта Порто-Прая открыта к югу и тянется с востока на запад приблизительно на полторы мили; форма её такова, что английские корабли были вынуждены встать в северо-восточной части, близ берега, выстроившись неправильной линией в направлении вест-норд-вест.
Сюффрен тоже решил зайти в Порто-Праю, чтобы пополнить запасы воды на кораблях, не зная и не догадываясь, что там находится британская эскадра. 16 апреля, через пять дней после прибытия Джонстона, он подошёл к острову рано утром и отправил к месту якорной стоянки для рекогносцировки корабль «Артезьен». Так как французы шли с востока, берег в течение некоторого времени скрывал от них англичан; но примерно в 8.45 утра «Артезьен» подал сигнал, что в бухте стоит неприятельская эскадра.
И Сюффрен, и Джонстон были удивлены, увидев друг друга, — последний особенно. Английская эскадра не была готова к бою и стояла на якоре. Таким образом решение о вступлении в бой предоставлялось командиру французской эскадры. Перед Сюффреном не стоял вопрос, надо ли атаковать британцев. Он знал, что вражеская эскадра направляется к мысу Доброй Надежды. Ему надо было только решить, следует ли поспешить к Мысу, пока есть шанс прийти туда первым, или атаковать англичан здесь в надежде нанести их кораблям повреждения, достаточные, чтобы помешать их дальнейшему продвижению.
Сюффрен решился на атаку. Однако французская эскадра также не была готова к бою. Ходовые качества её кораблей были различными, из-за чего два корабля далеко отстали от основных сил, так и не приняв участия в бою. Тем не менее, чтобы не потерять преимущества внезапности, Сюффрен, не посчитавшись с нейтралитетом Португалии, приказал приготовиться к бою на якоре.

## Ход сражения

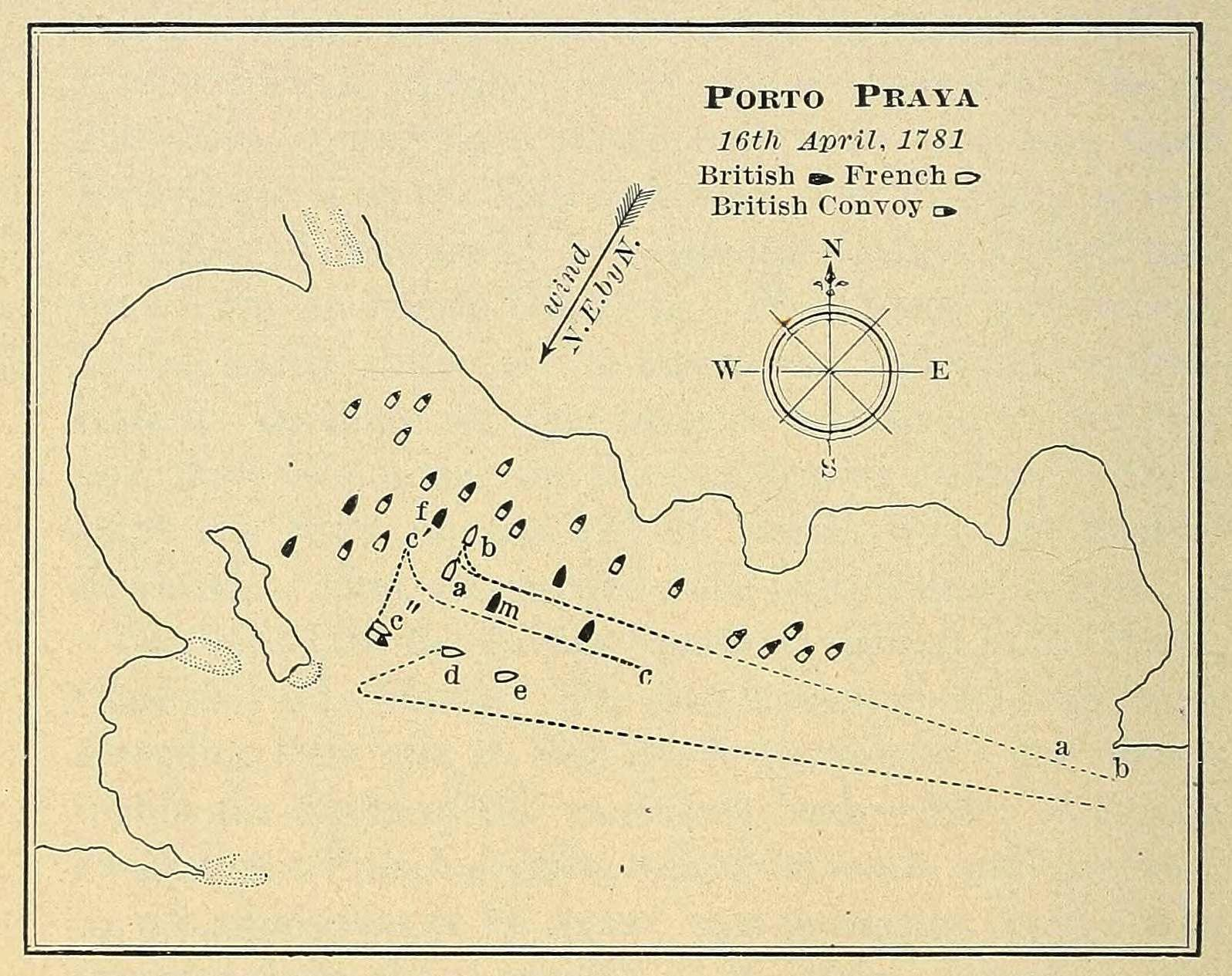
Карта-схема сражения

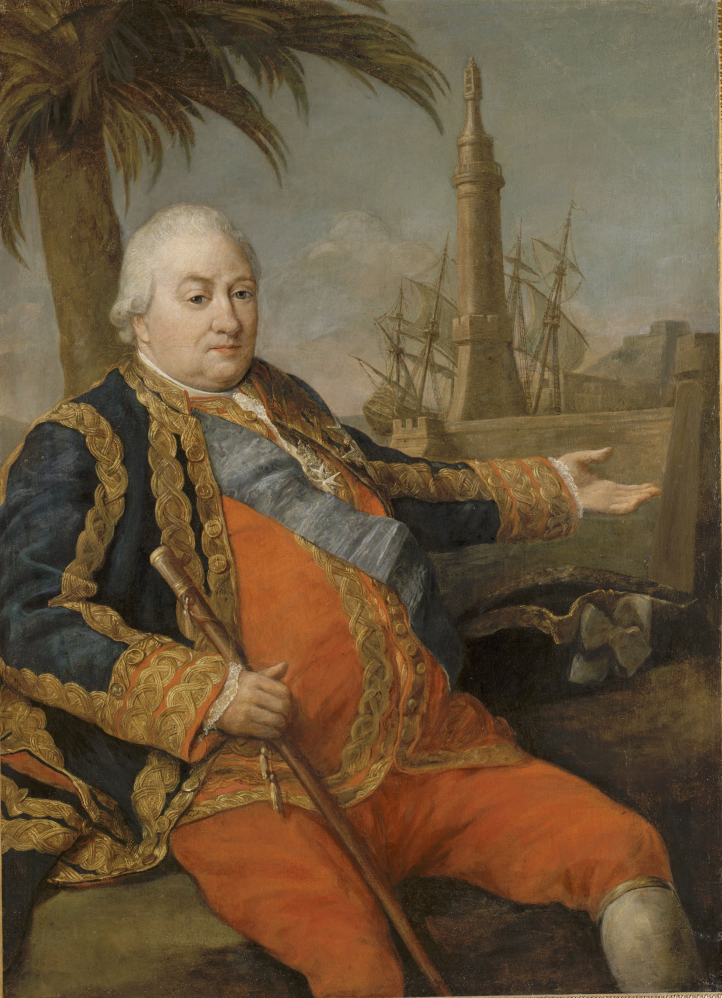
Пьер-Андре Сюфран

Во время боя с берега дул северо-западный ветер, при котором Сюффрен на своем флагманском 74-пушечном корабле «Герос» в качестве головного обошёл близко к берегу юго-восточный мыс бухты и направился прямо на английский флагманский корабль (по случайному совпадению тоже называвшийся «Hero»). За ним как мателот следовал 74-пушечный «Аннибал», передовой 64-пушечный «Артезьен» шёл чуть в стороне и южнее, но два арьергардных корабля безнадежно отстали.
Коммодор Джонстон начал готовиться к сражению, как только увидел неприятеля, но не успел выправить свой строй. Сюффрен, пройдя вдоль английского строя, круто повернул на ветер, стал на якорь в кабельтове от английского флагманского корабля, на его правом траверзе, и, имея таким образом неприятельские корабли с обоих бортов, открыл огонь.
Командир «Аннибала», несмотря на сигнал, не верил в намерения Сюффрена игнорировать нейтралитет порта и не подготовился к бою: его палубы были загромождены анкерками (бочонками для воды), так как он собирался пополнять запас воды, и орудия не раскреплены. Тем не менее он без колебаний смело последовал за флагманским кораблем под огнём противника, на который некоторое время не мог отвечать. «Аннибал» прошёл вперед наветреннее командира, став на якорь так близко перед ним, что последний должен был потравить канат и подать назад. Оба корабля расположились так, чтобы использовать батареи обоих бортов. Но «Аннибал» получил серьёзные повреждения, а капитан, хотя свою ошибку он в итоге смог исправить, был убит.
«Артезьен», пройдя дальше к северо-западу, в дыму принял ост-индское торговое судно за военный корабль и атаковал его. При прохождении вдоль его борта «Артезьен» лишился командира, убитого наповал как раз тогда, когда тот изготовился отдать якорь. Так как вследствие этого момент был упущен, «Артезьен» начал дрейфовать под ветер к югу, увлекая за собой ост-индский корабль. Отставшие два корабля, пришедшие слишком поздно, не могли придерживаться достаточно к ветру, и их отнесло южнее, за пределы боя, в котором они так и не приняли участия.
Сюффрен оказался в самой гуще боя всего с двумя кораблями. Его маневр был превосходен. Внезапностью нападения он поставил англичан в ситуацию, когда их два 50-пушечных корабля тоже не смогли вступить в бой, о чём он во время сражения и не подозревал. Это неведение, преувеличенные представления о силе британской эскадры, а также то обстоятельство, что остальные корабли уже не могли поддержать его, побудили Сюффрена обрубить якорный канат, поднять паруса и выйти из боя. «Аннибал» последовал его примеру. Повреждения, полученные последним, были очень велики: фок и грот-мачты были сбиты и рухнули за борт, к счастью для французов, уже после того, как корабль оторвался от противника.
Коммодор Джонстон тоже снялся с якоря и отправился в погоню за Сюффреном; но он счел свои силы недостаточными для атаки на французов в открытом море, при решительном характере их коммодора. К тому же и его корабли получили повреждения. Тем не менее он сумел отбить ост-индский корабль, который «Артезьен» пытался увести.

## Результаты
После боя Джонстон предпочел вернуться в Порто-Праю и остался там на 15 дней, устраняя повреждения, полученные в сражении.
Сюффрен же поспешил продолжить свой путь и встал на якорь у мыса Доброй Надежды в бухте Симона 21 июня. Полученный выигрыш во времени до подхода британской эскадры он употребил, чтобы усилить оборонительные сооружения голландской колонии.
Джонстон подошёл две недели спустя, но, узнав от капитана передового корабля, что на берег высадились французские войска, отказался от каких-либо враждебных действий против этой колонии и ограничился только успешным нападением на пять голландских ост-индских судов, стоявших в бухте Салданья. После этого Джонстон вернулся в Англию, предварительно послав линейные корабли в Ост-Индию для соединения с эскадрой сэра Эдварда Хьюза.
Обеспечив безопасность Мыса относительно удачным сражением у Порто-Праи, Сюффрен отплыл к острову Маврикий, прибыв туда 25 октября 1781 года.